# Jörg Schmiedmayer
Hannes-Jörg Schmiedmayer (* 13. August 1960 in Wien) ist ein österreichischer Physiker und Professor für Quantenphysik an der Technischen Universität Wien. Von September 2009 bis März 2013 führte er als Institutsvorstand das Atominstitut der TU Wien.

## Leben
Jörg Schmiedmayer studierte von 1978 bis 1983 Physik an der Technischen Universität Wien und Astronomie an der Universität Wien. Seine Doktorarbeit in Experimentalphysik unter Helmut Rauch schloss er, wie sein Studium, mit Auszeichnung ab. Danach führten ihn seine Studien für mehrere Jahre ans CERN, an die Harvard University und an das MIT.
1997 habilitierte er sich in Experimentalphysik bei Anton Zeilinger an der Universität Innsbruck und nahm 2000 einen Ruf als Professor für Experimentalphysik an die Universität Heidelberg an. Mit seiner Arbeitsgruppe entwickelte er dort eine Methode zur Kontrolle und Manipulation kalter Atome unter Zuhilfenahme von strukturierten Oberflächen, sogenannten Atom-Chips. Damit gelang erstmals 2003 die Herstellung eines Bose-Einstein-Kondensats (BEC) auf einem Atom-Chip. Außerdem wirkte er von 2003 bis 2006 als Gastprofessor an der Peking University in China.
2006 folgte er einem Ruf als Professor an die TU Wien. In Anlehnung an „Mr. Beam – Anton Zeilinger“ wird er von österreichischen Medien oftmals als „Mr. AtomChip“ tituliert.

## Werk
Schmiedmayer arbeitete bereits seit 1992 an der Entwicklung des Atom-Chips zur kontrollierten Manipulation kalter Atome. 2003 gelang erstmals die Herstellung eines Bose-Einstein-Kondensats auf einem Atom-Chip. Er demonstrierte die Anwendung solcher Chips für ultra-präzise Magnetfeldsensoren und Materiewellen-Interferometer (analog zum Doppelspaltexperiment).
Er beschäftigt sich vor allem mit der Manipulation ultrakalter Atome und BECs durch Atom-Chips, sowie mit ultrakalten Atomen als Qubits und Quanten-Speicher, um diese für Quanteninformationstechnologien wie Quantencomputer und Quantenkryptographie zugänglich zu machen.
Zu seinem wissenschaftlichen Werk zählen mehr als 180 Publikationen in internationalen, referierten Fachzeitschriften.

## Auszeichnungen
- Viktor Hess-Preis der Österreichischen Physikalischen Gesellschaft, 1988
- Excellence in Research and Development award: Oak Ridge National Laboratory, 1992
- European Optics Prize, European Optical Society (mit Anton Zeilinger und Kollegen), 1996
- Wittgenstein-Preis, 2006
- korrespondierendes Mitglied der Österreichischen Akademie der Wissenschaften, 2010
- Preis der Stadt Wien für Naturwissenschaften, 2012
- ERC-Advanced Grant des Europäischen Forschungsrats, 2013
- wirkliches Mitglied der Österreichischen Akademie der Wissenschaften, 2013
- Fellow der American Physical Society, 2014